# Bryne
För andra betydelser, se Bryne (olika betydelser).

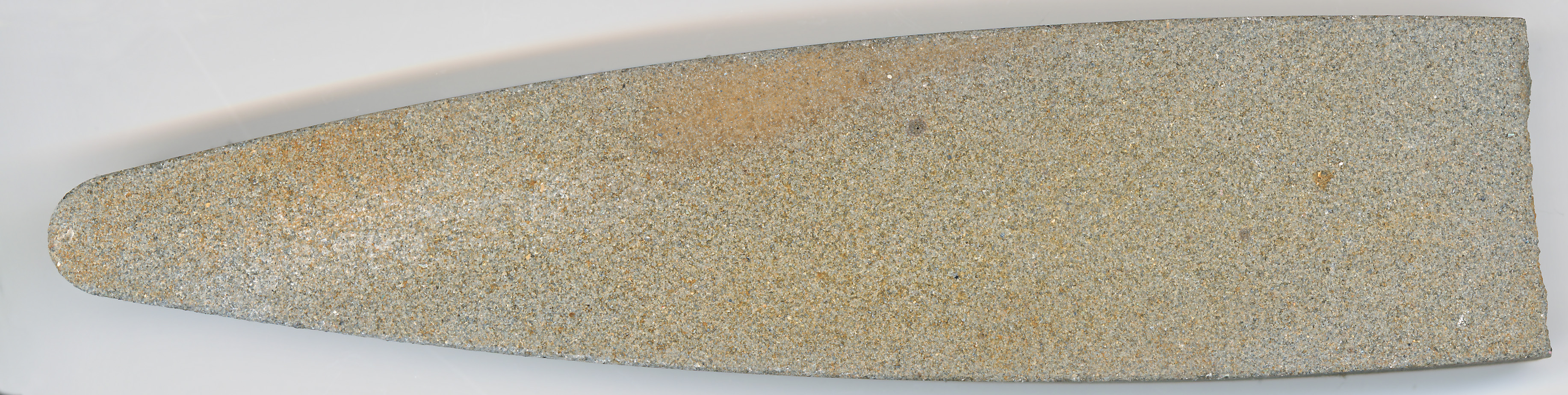
Bryne

Bryne, brynsten, brynstål, eller hen är ett enkelt handverktyg för skärpning (bryning) av eggar. En större slipanordning med roterande sten kallas slipsten.

## Användning
Naturbrynen och andra sugande brynen används med vatten, Arkansas-brynen och andra mindre sugande brynen används med olja. Diamantbrynen används torra, men torkas lämpligen av med vatten och lite diskmedel efter användningen.
Bryning sker för att ta bort grader och den råegg som skapats vid slipning på slipsten eller för att skärpa eggen efter en tids användning. Bryning innebär att man skapar en brynfas (primär slipfas) på någon tiondels millimeters bredd längst ut vid eggen med någon grads högre vinkel än den slipade fasen (sekundär slipfas). Efter bryning kan eggen finputsas med strigel.

## Material

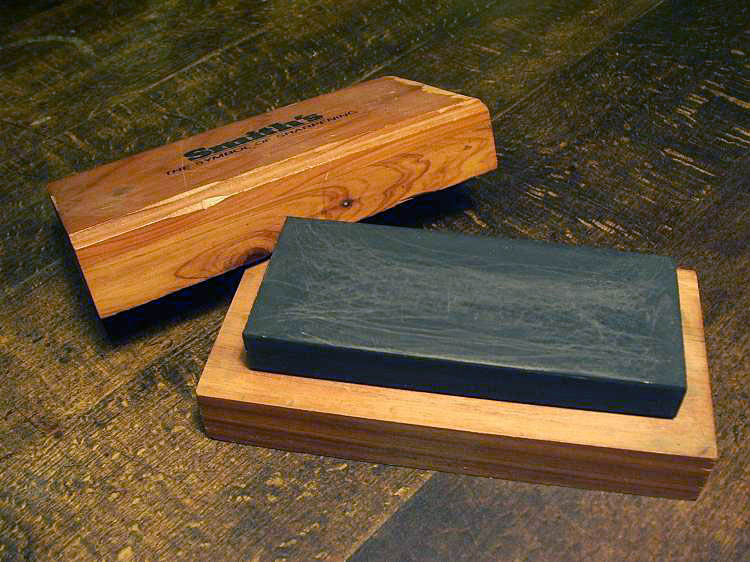
Ett arkansasbryne av svart sten.

Det finns både naturbrynen av finkornig sandsten eller skiffer och konstgjorda brynen av karborundum, diamantpulver och stål. Se även den mekaniska bearbetningen Hening.
I Burgsvik på Gotland finns naturliga sandstensförekomster vilka används för tillverkning av sandstensbrynen och slipstenar. Andra viktiga sandstensförekomster som varit föremål för storskalig brytning är Orsasandsten. Blåhen är en äldre benämning på en svartblå, skiffrig brynstensart från Orsa i Dalarna.
Arkansasbryne är en oljesten som liknar oglacerat porslin, och som består av kalcedon. Den används vid finare knivbryning. Denna typ av bryne kommer från staten Arkansas i USA, och tillverkas av bergarten novaculit som har brutits i mer än 100 år. Brynet kräver en speciell olja för fullgod funktion. En vit (hård) arkansassten ger en slät, vass egg, lämplig för allround- eller träarbete.

## Språkhistoria
Exempelvis anger Schroderus Lexikon från 1637 att ordet hen hänger samman med isländskans hein, sedermera förändrad till hen (som i Harald Hen) och engelskans hone, av äldre germanska hainö~; sanskrits cäna och latinets cötis som alla betyder slipsten eller närliggande betydelse.
Den mytologiske Rungne var en jätte. När han dräptes av Tor står det explicit att jätten använde en hen som vapen.